# Therion
Pour l’article homonyme, voir Therion (logiciel).
 (juillet 2012).
Si vous disposez d'ouvrages ou d'articles de référence ou si vous connaissez des sites web de qualité traitant du thème abordé ici, merci de compléter l'article en donnant les références utiles à sa vérifiabilité et en les liant à la section « Notes et références ».
Therion est un groupe de metal symphonique suédois, originaire de Upplands Väsby. Le groupe est initialement axé death metal avant d'évoluer vers un style symphonique associé à du heavy metal plus traditionnel. Le nom du groupe a été inspiré par le titre de l'album de Celtic Frost To Mega Therion (1985) qui en grec (θηρίον) désigne la bête du livre de l'apocalypse.

## Biographie
Depuis la sortie de l'album Symphony Masses: Ho Drakon Ho Megas en 1993, les thèmes des albums de Therion empruntent à différentes mythologies (sumérienne, scandinave...) ainsi qu'à une multitude de thèmes occultes. Si l'on excepte les premiers albums du groupe, très proches du death metal, Therion fait la part belle aux chœurs et au chant lyrique ainsi qu'à des instruments tels que le violon ou le violoncelle, peu communs dans le monde du metal. Un orchestre symphonique participe même à l'enregistrement de leurs albums Lemuria et Sirius B. Les membres du groupe citent d'ailleurs Richard Wagner comme principale source d'inspiration : dans l'album Deggial figure une version metal de Ô Fortuna, le morceau d'ouverture de Carmina Burana de Carl Orff, tandis que le premier CD de leur album The Miskolc Experience (Part 1 - Classical Adventures) reprend de grands compositeurs comme Antonín Dvořák, Giuseppe Verdi, Mozart et Camille Saint-Saëns. Le groupe reprend depuis le death metal mais sous un nom différent : Demonoid.
Depuis 2006, Christofer Johnsson a décidé d'arrêter le growl - voix death - (au moins pour Therion). En conséquence, les voix de ce type enregistrées sur leur album Gothic Kabbalah, sorti en janvier 2007, sont l'œuvre de Mats Levén, Snowy Shaw et Katarina Lilja (es). Le 9 décembre 2006, le groupe a joué au Palace Hall de Bucarest en Roumanie pour un show intitulé Therion Goes Classic. Il jouait avec un orchestre symphonique de 100 musiciens du Romanian Radio Orchestra, 70 choristes (Academic Radio Choir) et plusieurs invités. En 2007, la chanteuse d'opéra Lori Lewis rejoint le groupe comme invitée. La même année, à l'occasion du festival international de l'opéra à Miskolc en Hongrie (Miskolci Nemzetközi Operafesztivál), Therion joua de nouveau avec un orchestre et un chœur énorme. Le concert fut décomposé en deux parties. La première partie était une version réarrangée de certains morceaux du groupe ainsi que de morceaux classiques. L'autre partie était constituée de morceaux encore jamais joués en concert. Un DVD, The Miskolc Experience, est sorti à la suite de cet événement.
Le 11 septembre 2011, Christopher Johnsson, leader de Therion, annonce que Lori est nommée membre permanent du groupe, devenant ainsi, la première femme à avoir eu un statut permanent dans l'histoire de Therion. Le 10 mai 2014, Therion annonce cependant son départ mais elle continuera à travailler avec le groupe pour l'opéra rock et chantera sur la version studio de ce dernier. Le 6 juin 2014 a lieu la première prestation de Sandra Laureano avec le groupe.

## Membres

### Membres actuels
- Christofer Johnsson — guitare, clavier (depuis 1987), chant (1987–2006 ; depuis 2011)
- Thomas Vikström — chant lead (2007-2009 (tournée), depuis 2009 (studio))
- Nalle « Grizzly » Påhlsson — guitare basse (depuis 2008)
- Johan Koleberg — batterie (depuis 2008)
- Christian Vidal — guitare (depuis 2010)
- Lori Lewis — chant (depuis 2011 (membre officiel), depuis 2010 (studio), 2007-2014 (tournée))
- Sandra Laureano — chant (depuis 2014)

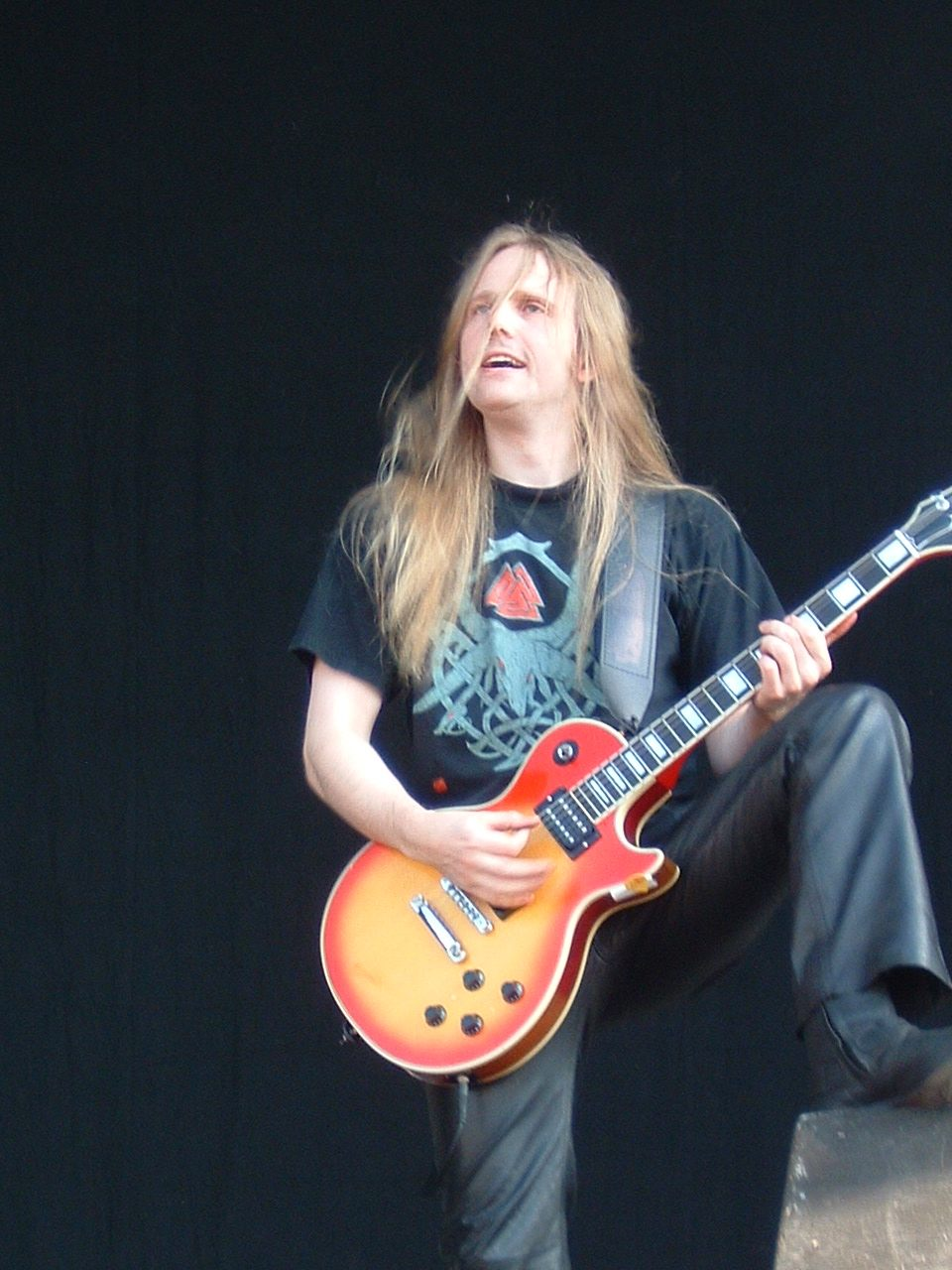
Christofer Johnsson en 2004
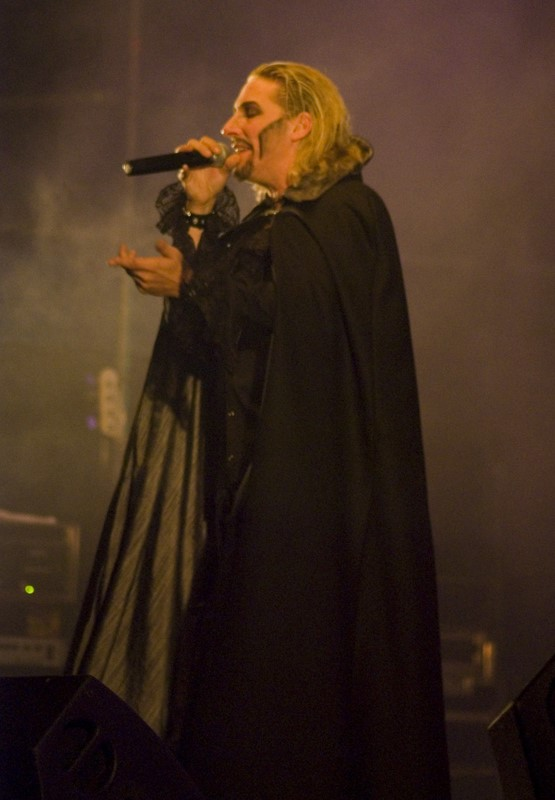
Thomas Vikström en 2008
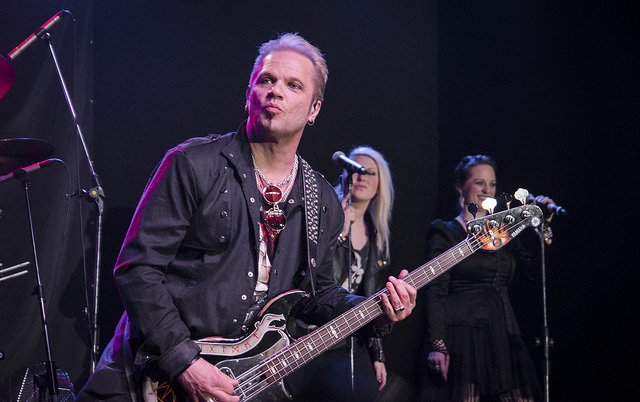
Nalle « Grizzly » Påhlsson en 2014
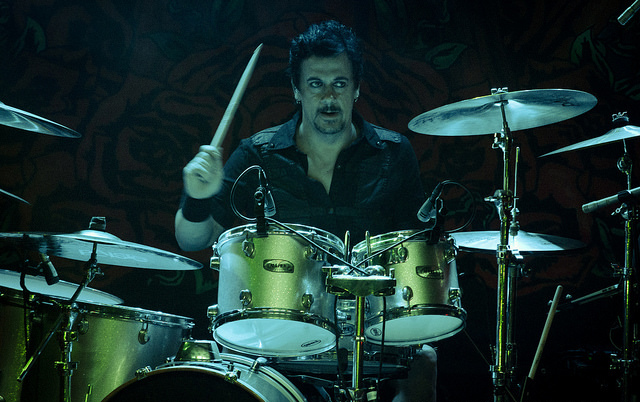
Johan Koleberg en 2014
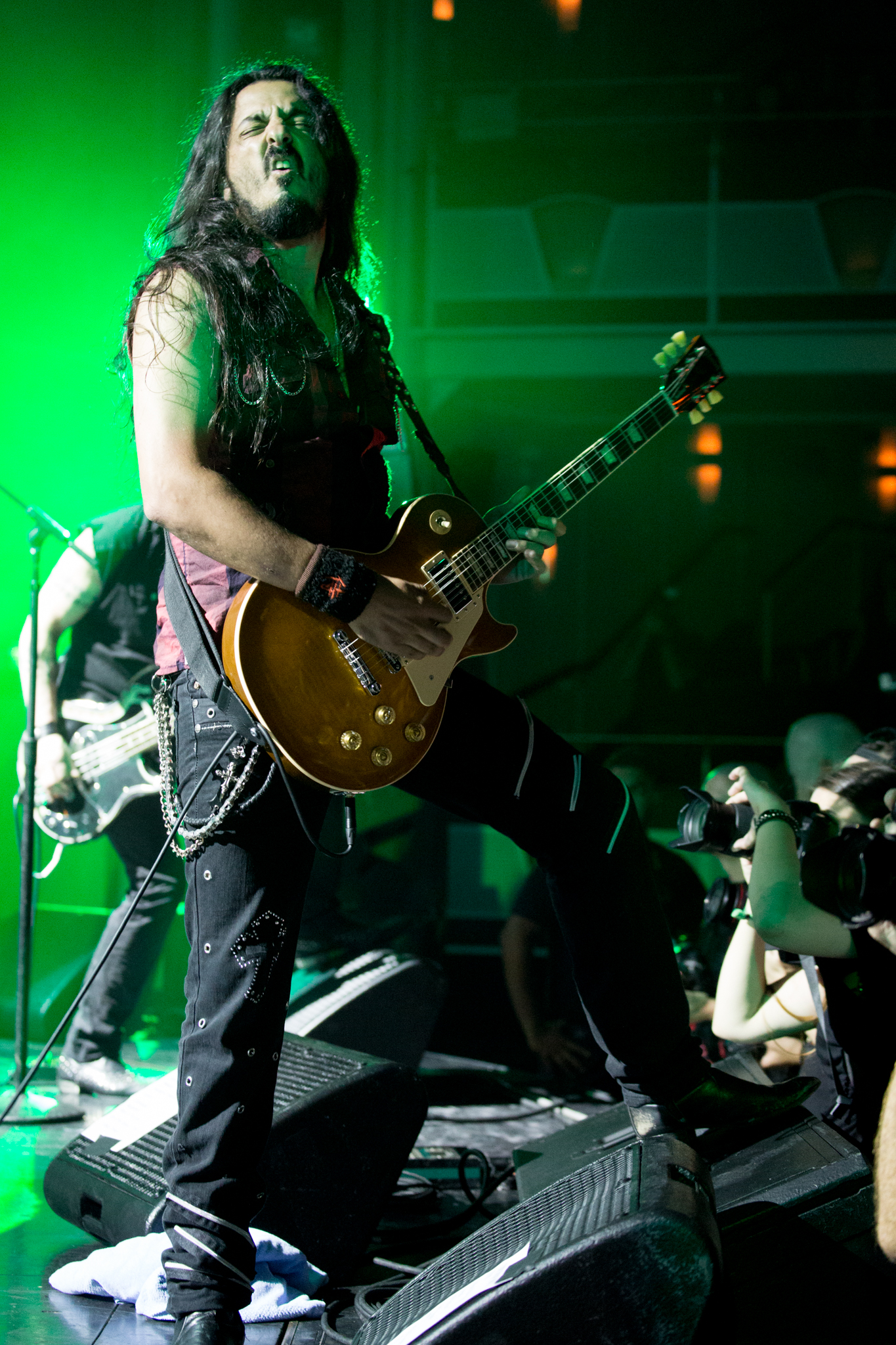
Christian Vidal en 2015

### Anciens membres
- Kristian Niemann - guitare (1999-2008)
- Johan Niemann -basse (1999-2008)
- Petter Karlsson - batterie (2004-2008)
- Peter Hansson - guitare (1987-1993)
- Oskar Forss - batterie (1987-1993)
- Erik Gustafsson - basse (1987-1992)
- Piotr Wawrzeniuk - batterie/chant (1992-1996 ; invité à chanter sur Sirius B/Lemuria)
- Magnus Barthelsson - guitare (1993-1994)
- Andreas Wahl - basse (1993-1994)
- Fredrik Isaksson - basse (1994)
- Lars Rosenberg - basse (1994-1996)
- Jonas Mellberg - guitare (1995-1996)
- Sami Karppinen - batterie (1998-2002)
- Richard Evensand - batterie (2003)
- Katarina Lilja (es) - chant (2007-2011)
- Snowy Shaw - chant
- Mats Levén - chant (2004-2007)

## Discographie
- 1991 : Of Darkness...
- 1992 : Beyond Sanctorum
- 1993 : Symphony Masses: Ho Drakon Ho Megas
- 1995 : Lepaca Kliffoth
- 1996 : Theli
- 1997 : A'arab Zaraq - Lucid Dreaming
- 1998 : Vovin
- 1999 : Crowning of Atlantis
- 2000 : Deggial
- 2001 : Secret of the Runes
- 2004 : Lemuria
- 2004 : Sirius B
- 2007 : Gothic Kabbalah
- 2010 : Sitra Ahra
- 2012 : Les Fleurs du mal
- 2018 : Beloved Antichrist
- 2021 : Leviathan
- 2022 : Leviathan 2
- 2023 : Leviathan 3